# Novozélandský wool boom
Novozélandský wool boom neboli rozmach prodeje vlny je období kolem korejské války v 50. letech 20. století, kdy došlo k náhlému růstu ekonomiky Nového Zélandu. Wool boom s korejskou válkou přímo souvisí, neboť právě kvůli ní si Američané začali vlnu od Nového Zélandu kupovat ve velkém. Nejvyšší nárůst byl roku 1951..